# Emmerich Thököly

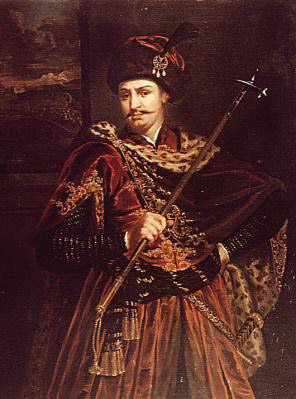
Emmerich Thököly

Graf Emmerich Thököly von Késmárk (auch Tököly oder Tökölli; ungarisch késmárki Thököly Imre, slowakisch Imrich Tököli, kroatisch Mirko Thököly, türkisch Tököli İmre; * 25. April 1657 in Késmárk, Königliches Ungarn; † 13. September 1705 in Nikomedia, Osmanisches Reich) war ein ungarischer Magnat, Staatsmann, Anführer eines Aufstands gegen die habsburgische Herrschaft und Fürst von Siebenbürgen und Oberungarn.

## Herkunft
Emmerich wurde als Sohn des protestantischen Grafen Stephan II. Thököly und dessen Ehefrau Mária Gyulaffy (1637–1659) am 25. April 1657 in Késmárk (dt. Käsmark; heute Kežmarok, Slowakei) geboren. Sein Vater, Stephan II. Thököly, war ein Teilnehmer der Magnatenverschwörung. Bei der Aufdeckung der Verschwörung befand sich sein Vater auf seiner Arwaburg. Als feststand, dass auch er in die Verschwörung verwickelt war, wurde die Burg ab November 1670 von kaiserlichen Truppen unter Feldmarschall Sigbert Heister (1646–1718) belagert. Nach zwei Wochen ergaben sich die Verteidiger der Burg am 10. Dezember 1670 den kaiserlichen Truppen. Stephan II. erlebte diese Aufgabe der Burg nicht mehr, da er während der Belagerungszeit am 4. Dezember in der Burg verstorben war – ob infolge einer Krankheit oder durch Suizid ist nicht geklärt.
Emmerich (Imre), zu diesem Zeitpunkt ein Schulbub von gerade einmal 14 Jahren, soll angeblich der Belagerung durch die Kaiserlichen entkommen sein und die Arwaburg durch einen Geheimgang unbeschadet verlassen haben. Nach anderen Quellen wurde er im Auftrag seines Vaters von dessen Gefolgsleuten Stephan Boczko und Daniel Günther von Lilienfeld aus dem 1667 von Stephan II. gegründeten Evangelischen Kollegium in Eperies über Schloss Chust (in der heutigen Ukraine) nach Siebenbürgen zu Fürst Michael I. Apafi (1632–1690) in Sicherheit gebracht. Emmerichs Schwestern Katharina (1655–1701), Maria (1656–1695) und Eva (1659–1716) befanden sich während der Belagerung in der Arwaburg. Sie wurden zuerst eingekerkert, später jedoch wieder freigelassen.
Hier kam er auch mit Flüchtlingen aus dem Königlichen Ungarn (das heißt dem nicht von den Türken besetzten Gebieten) in Kontakt, welche große Hoffnungen in den adeligen und reichen jungen Mann setzten; denn er war wie auch sie geflüchtet, nachdem ein großer Teil der Besitztümer seiner Familie durch den Kaiser konfisziert worden war. Die Unzufriedenheit erreichte ihren Höhepunkt, als am 27. Februar 1673 Kaiser Leopold I. die ungarische Verfassung aufhob, Johann Caspar von Ampringen als Zivil- und Militärgouverneur einsetzte, 450 protestantische Geistliche vertrieb und weitere 67 zum Strafdienst auf den Galeeren verurteilte.
Das katholische Haus Habsburg versuchte mit allen Mitteln, die Verbreitung der „neuen Lehre“ zu verhindern. Siebenbürgen entwickelte sich in jener Zeit zum Zentrum der antihabsburgischen Bewegung, an deren Spitze sich Thököly als Anführer der Kuruzen stellte. Anfangs verzeichnete er bedeutende militärische Erfolge.

## Führer der Kuruzen

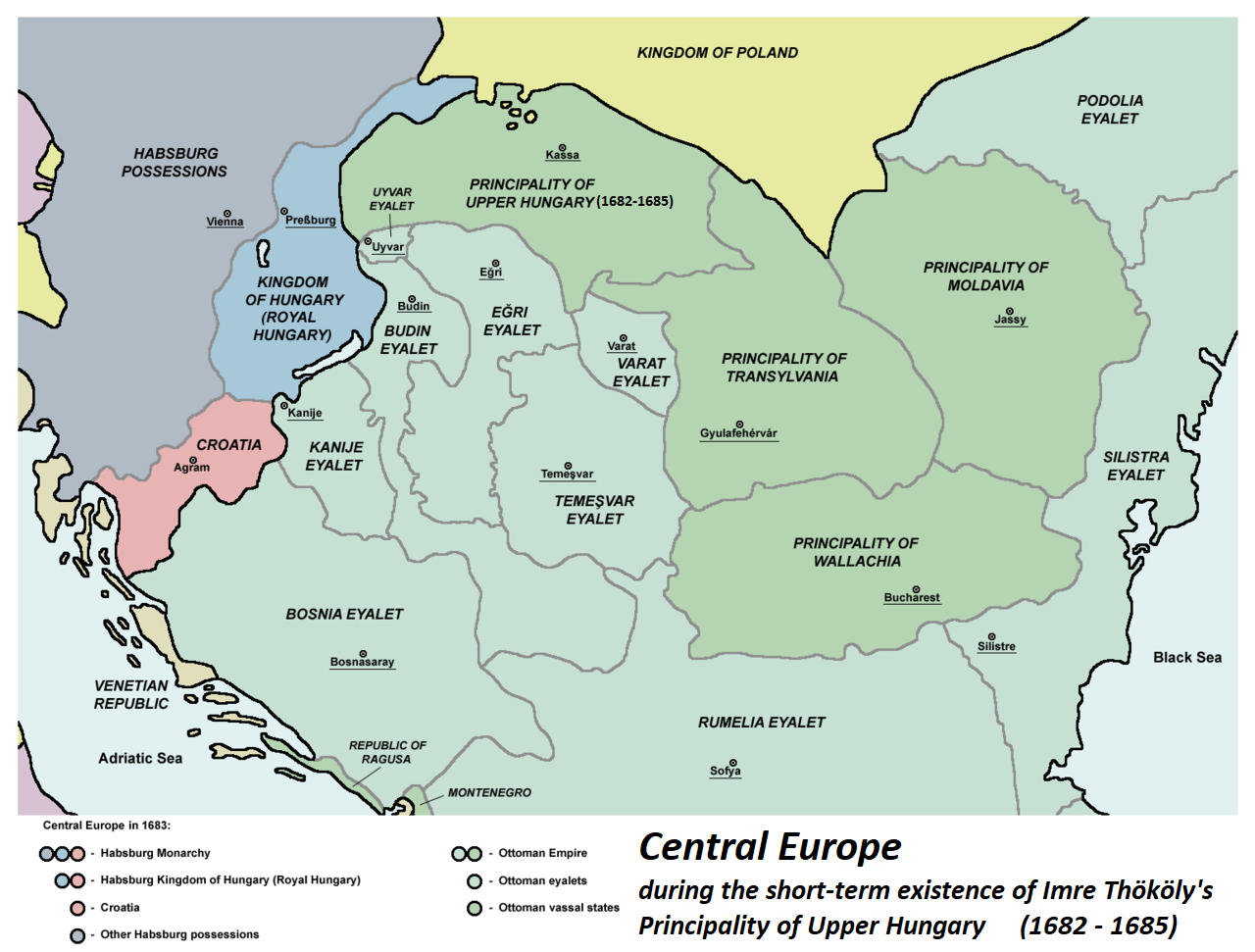

Ermutigt durch Hilfszusagen von Ludwig XIV. von Frankreich erhoben sich daraufhin die Habsburggegner unter dem Motto pro libertate et iustitia und wählten den jungen Thököly zu ihrem Anführer. Der Aufstand begann 1678 und binnen kurzer Zeit war das ganze Gebiet der heutigen Slowakei einschließlich der mittelslowakischen Bergbaustädte unter Thökölys Kontrolle. 1681 rang er dem Kaiser einen Waffenstillstand ab, nachdem er sein Heer mit 10.000 Siebenbürgern aufgestockt hatte und ihn eine türkische Armee unter der Führung des Paschas von Großwardein (rumänisch Oradea, ungarisch: Nagyvárad) unterstützte.
Am 15. Juni 1682 heiratete Thököly – nach protestantischen Ritus, die Trauung vollzog der lutherische Prediger Miklós Lipóczy – die verwitwete und überzeugte Katholikin Ilona Zrínyi, es handelte sich hier um eine ausgesprochene Liebesheirat, denn Thököly war ursprünglich mit einer Verwandten, der Tochter des aus Siebenbürgen stammenden Generals Michael Teleki (1634–1690) verlobt gewesen. Die Auflösung dieser Verlobung sollte zu einigen Verwirrungen und politischen Verstimmungen in Ungarn führen. Die 14 Jahre ältere Ilona Zrínyi war die älteste Tochter des ehemaligen Banus von Kroatien, Peter Zrínyi, der in die Wesselényische Magnatenverschwörung verwickelt gewesen und am 30. April 1671 in Wiener Neustadt hingerichtet worden war. Ihre vier Kinder aus der Verbindung mit Thököly starben früh. Aus ihrer ersten Ehe hatte sie zwei Kinder: Juliane und Franz II. Rákóczi.
Der türkische Sultan hatte Thököly 1682 den Titel König von Oberungarn (heutige Slowakei) verliehen, von diesem Titel machte er aber niemals Gebrauch (erst später benutzte er den Titel 'Fürst von Siebenbürgen'). In der Folge eroberten seine Truppen viele kaiserliche Festungen und erweiterten somit Thökölys Herrschaftsgebiet im Westen bis an die Waag. Auf den zwei Landtagen, die er im Jahr 1683 in Kassa (dt. Kaschau; heute Košice, Slowakei) und Tállya abhielt, misstrauten ihm die Stände, da sie fürchteten, er würde die nationale Unabhängigkeit dem Bündnis mit den Türken opfern. So verweigerten sie ihm die Bewilligung von Hilfsgeldern und ein Aufgebot der Krieger, worauf er sich diese mit Gewalt holte.
Bei der 2. Türkenbelagerung Wiens im Jahre 1683 unterstützte er die Türken maßgeblich durch militärische Aktivitäten in der heutigen Slowakei und durch Beteiligung einiger seiner Kuruzen an dem riesigen türkischen Heer, das nach Wien geschickt worden war. Der türkische Großwesir Kara Mustafa gab jedoch trotzdem Thököly die Schuld an der Niederlage der türkischen Truppen. Thököly eilte daraufhin nach Adrianopel (türkisch Edirne), um sich vor dem Sultan zu rechtfertigen.

## Niederlage gegen Habsburg
Kurz darauf, nachdem er gemerkt hatte, dass die türkische Sache verloren war, versuchte er mittels des polnischen Königs Johann III. Sobieski eine Versöhnung mit dem österreichischen Kaiser (das heißt den Habsburgern) zu erreichen, wobei er anbot, die Waffen niederzulegen, wenn Kaiser Leopold die religiösen Rechte der Protestanten im Königlichen Ungarn anerkennen und Thököly als den Fürsten von Oberungarn (genauer: von 13 nordöstlich gelegenen Komitaten des Königlichen Ungarns) anerkennen würde. Leopold wies diese Bedingungen zurück und forderte die bedingungslose Kapitulation und so begann der Krieg von Neuem. Aber dieser Feldzug Thökölys von 1685 endete in einer Serie von Niederlagen, und als er um die Hilfe der Türken in Großwardein bat, nahmen sie ihn gefangen. Er wurde in Adrianopel eingekerkert (wahrscheinlich auf Grund seiner vorangegangenen Verhandlungen mit Kaiser Leopold), woraufhin die meisten seiner Anhänger sich dem Kaiser ergaben. Der nun folgenden Jagd auf verbleibende tatsächliche, aber auch vermeintliche Anhänger des Aufstands Thökölys gegen den Kaiser, die offenbar auch gegenreformatorisch genutzt wurde, fielen unter anderem die evangelischen Märtyrer von Eperjes (1687) zum Opfer.
1686 wurde Thököly wieder aus seinem Verlies entlassen und mit einer kleinen Armee nach Siebenbürgen geschickt, wo er aber wie auch in einer zweiten Unternehmung im Jahre 1688 scheiterte. Daraufhin wurden die Türken erneut misstrauisch und ließen ihn wieder gefangen nehmen. Am 21. August 1689 jedoch entsandten ihn die Türken erneut mit 16.000 Mann nach Siebenbürgen. Im September des gleichen Jahres schlug er die vereinten Truppen von General Donatus Heißler und Michael Teleki in Zernyest. (Graf Teleki wurde im Kampf getötet, Heißler geriet dabei in Thökölys Gefangenschaft). Nach diesem grandiosen Sieg wurde Thököly durch den Landtag in Kereszténysziget zum Fürsten von Siebenbürgen gewählt; er konnte aber seine Stellung nur mit äußersten Schwierigkeiten gegen die kaiserlichen Armeen verteidigen. 1691 verließ er Siebenbürgen. Dann kämpfte er weiter zusammen mit den allmählich nach Süden zurückgedrängten Türken gegen die habsburgischen Truppen und war in der Tat ein tapferer (aber aufgrund der historischen Umstände vergeblich kämpfender) Soldat in diesen Kämpfen. Er führte eine türkische Kavallerieeinheit beispielsweise in der Schlacht bei Slankamen (1691) und wurde vor allem als türkischer Kommandant in der Schlacht bei Zenta (1697) an der Theiß bekannt.
Das endgültige Ende seiner militärischen Karriere läutete eben diese historische Schlacht ein, als die kaiserlichen Truppen unter dem Kommando des Prinzen Eugen von Savoyen („der edle Ritter“) am 11. September 1697 den entscheidenden Sieg über die Türken errangen, der schließlich zum Frieden von Karlowitz und zur endgültigen Vertreibung der Türken aus dem Königreich Ungarn führen sollte.
Im Frieden von Karlowitz vom 26. Januar 1699 war der Kaiser über Thökölys Verhalten derart verärgert, dass dieser namentlich von der Amnestie, die der Kaiser den ungarischen Aufständischen gewährte, ausgenommen war. Nach einem weiteren erfolglosen Versuch, die Fürstenschaft in Siebenbürgen wiederzuerlangen (1700), wurden Thököly und seine Frau Ilona Zrínyi auf kaiserlichen Befehl nach Galata (nahe Konstantinopel) in die Verbannung gebracht – Kaiser Leopold bestand ausdrücklich darauf, dass Thököly außerhalb des europäischen Kontinents untergebracht werden sollte. Vom türkischen Sultan erhielt er allerdings für seine Verdienste große Ländereien sowie den Titel des Grafen von Widdin.
Gut zweieinhalb Jahre nach seiner Gattin Ilona verstarb Emmerich Thököly am 13. September 1705 in Nikomedia (heute İzmit, Türkei), wo auch seine Gebeine auf dem armenischen Friedhof von Nikomedia über 200 Jahre lang ihre vorläufige Ruhestätte fanden.
Mit ihm erlosch das Grafengeschlecht der Thökölys in männlicher Linie.

## Nachwelt
Nach dem Österreichisch-Ungarischen Ausgleich im Jahr 1867 brach die Zeit des Dualismus an. Die ungarische Nation erinnerte sich nach über 150 Jahren an ihre früheren, im türkischen Exil verstorbenen Helden. Die politischen Streitigkeiten zwischen Österreich und Altungarn ebbten ab, es begann eine Zeit der politischen Verständigung. Bereits 1873 richtete das Komitat Semplin eine Petition an das Ungarische Parlament, in der die Rückführung der Gebeine des Fürsten Franz II. Rákóczi, seines Ziehvaters Emmerich Thököly, seiner Mutter Ilona Zrínyi und weiterer Leidensgefährten aus dem türkischen Exil gefordert wurde. Dieser Petition schlossen sich weitere Komitate und Freistädte an.

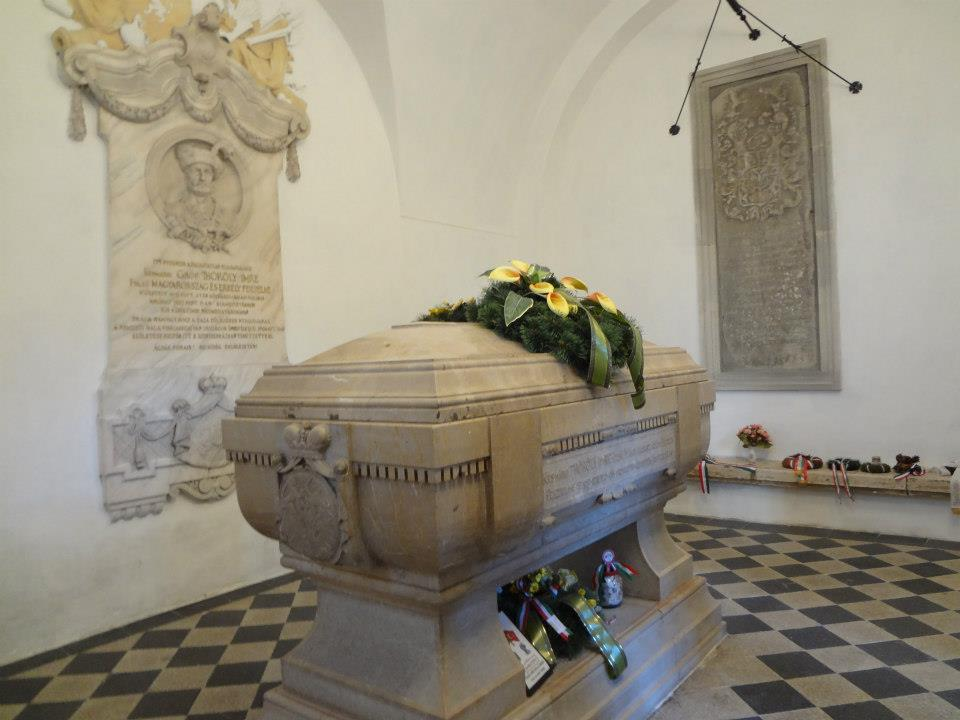
Sarkophag Thökölys im Mausoleum der Neuen Evangelischen Kirche in Kesmark.

Daraufhin reiste im Jahr 1889 eine ungarische Delegation unter der Leitung des Parlaments-Abgeordneten Kálmán Thaly (1839–1909) in die Türkei, um sich von der Unversehrtheit der sterblichen Überreste des Fürsten und seiner Gefährten zu überzeugen. Gleichzeitig fanden Verhandlungen mit der türkischen Regierung wegen der Rückführung statt. Um die juristischen Hindernisse zu beseitigen, musste das Ungarische Parlament die „Verbannungsverordnung“ (Artikel XLIX, § 2 und § 3) aus dem Jahr 1715 annullieren bzw. außer Kraft setzen, in der Franz II. Rákóczi, Emmerich Thököly und deren Gefährten als politische Feinde der Heimat deklariert worden waren. Der entsprechende Parlamentsbeschluss erfolgte am 23. Oktober 1906 und wurde einen Tag später von Kaiser Franz Joseph I. (1830–1916) bestätigt. Damit waren alle Hindernisse, die einer Rückführung im Wege standen, beseitigt.
Die Rückführung und Neubestattung kann als eine der pompösesten Veranstaltungen des Ungarischen Königreichs in der Zeit der Donaumonarchie bezeichnet werden. Die Särge wurden zuerst per Schiff über den Bosporus transportiert und dann in einen Sonderzug umgeladen. Diese Heimkehr gestaltete sich als triumphaler Empfang der toten Exilanten durch die ungarische Nation. Bereits unterwegs hielt der Zug an verschiedenen Stationen, wo unter großer Beteiligung der Bevölkerung Heilige Messen zelebriert und Gebete gesprochen wurden. Das erste Ziel des Zuges war Budapest, wo die Särge am 28. Oktober 1906 ausgeladen in einer majestätisch-würdevollen Prozession durch die Stadt zur St. Stephans-Basilika gefahren wurden, wo ein feierliches Requiem stattfand.
Am 29. Oktober 1906 wurden die Särge Rákoczis und seiner Gefährten nach Kaschau (der früheren „Hauptstadt“ der Kuruzenbewegung) transportiert und unter großem Pomp in der zu diesem Zweck errichteten Gruft im Elisabeth-Dom beigesetzt. Weil Kaschau die „Rákóczi-Stadt“ und Zentrum der Kurutzenbewegung gewesen war, wurden Rákóczi und seine Gefährten auch in dieser Stadt bestattet – nur die sterblichen Überreste des evangelischen „Kurutzenkönigs“ Emmerich Thököly wurden in die Neue Evangelische Kirche von Kesmark überführt. Im Jahre 1909 wurde in der Neuen Evangelischen Kirche zu Kesmark für Emmerich Thököly ein Mausoleum angebaut, in welchem seine sterblichen Überreste in einem prächtigen Marmorsarkophag bestattet wurden.
Sein Standbild steht in der Kolonnade der bedeutenden ungarischen Persönlichkeiten auf dem Heldenplatz (Budapest).

## Rezeption
Emmerich Thököly war ein überzeugter Lutheraner und ein erklärter Gegner der katholischen Habsburger. In Ungarn wurde er als Nationalheld verehrt und diese Verehrung hält auch noch in der Gegenwart an. In der ungarischen Historiographie wird er als Held dargestellt, der einerseits für die Religionsfreiheit vor allem der Evangelischen kämpfte und andererseits sich ein von den Habsburgern (sprich Österreich) losgelöstes Ungarn wünschte. Um dieses Ziel zu erreichen, nahm er auch ein militärisches Bündnis mit dem Osmanischen Reich in Kauf. Auch heute wird seine Person in Ungarn, aber auch Siebenbürgen hoch verehrt; es gibt kaum eine Stadt, wo es nicht eine „Thököly-Straße“ oder einen „Thököly-Platz“ gibt. Schulen und kulturelle Institutionen wurden nach ihm benannt und zahlreiche Denkmäler wurden ihm an vielen Orten Ungarns errichtet.
Außerhalb der Grenzen Ungarns wird sein Wirken wesentlich kritischer gesehen. Vor allem wird ihm Wankelmut und Unbeständigkeit in seiner Politik vorgeworfen. Aber besonders verurteilt wird sein militärisches Bündnis mit den Osmanen unter Kara Mustafa bei der Belagerung Wiens und die danach folgende Schlacht am Kahlenberg (1683), wo Thököly gegen die christlichen Heere an der Seite des Osmanischen Reiches kämpfte.

## Galerie

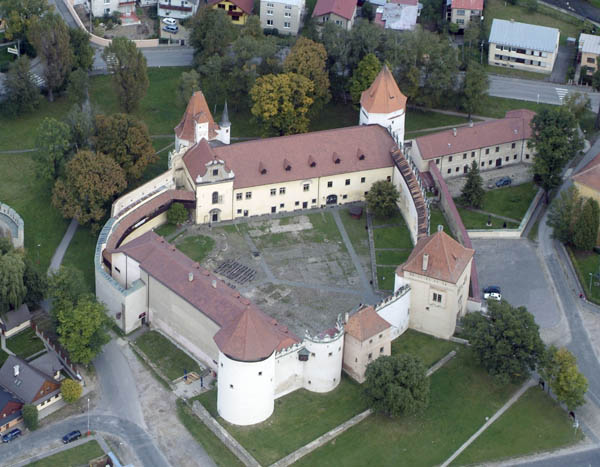
Das Thököly-Schloss zu Kesmark
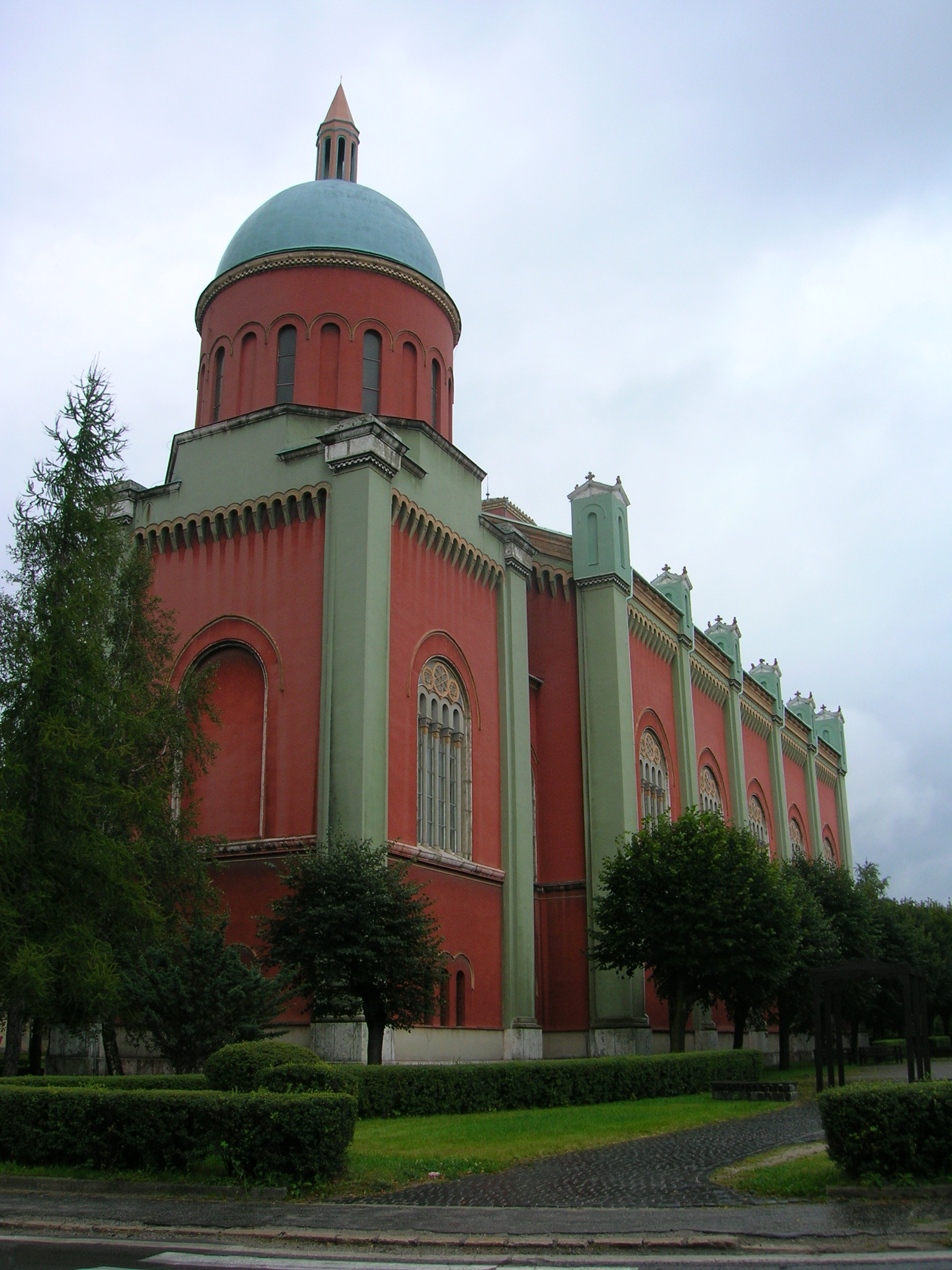
Kesmark, Neue Evangelische Kirche, in welcher sich das Thököly Mausoleum befindet.
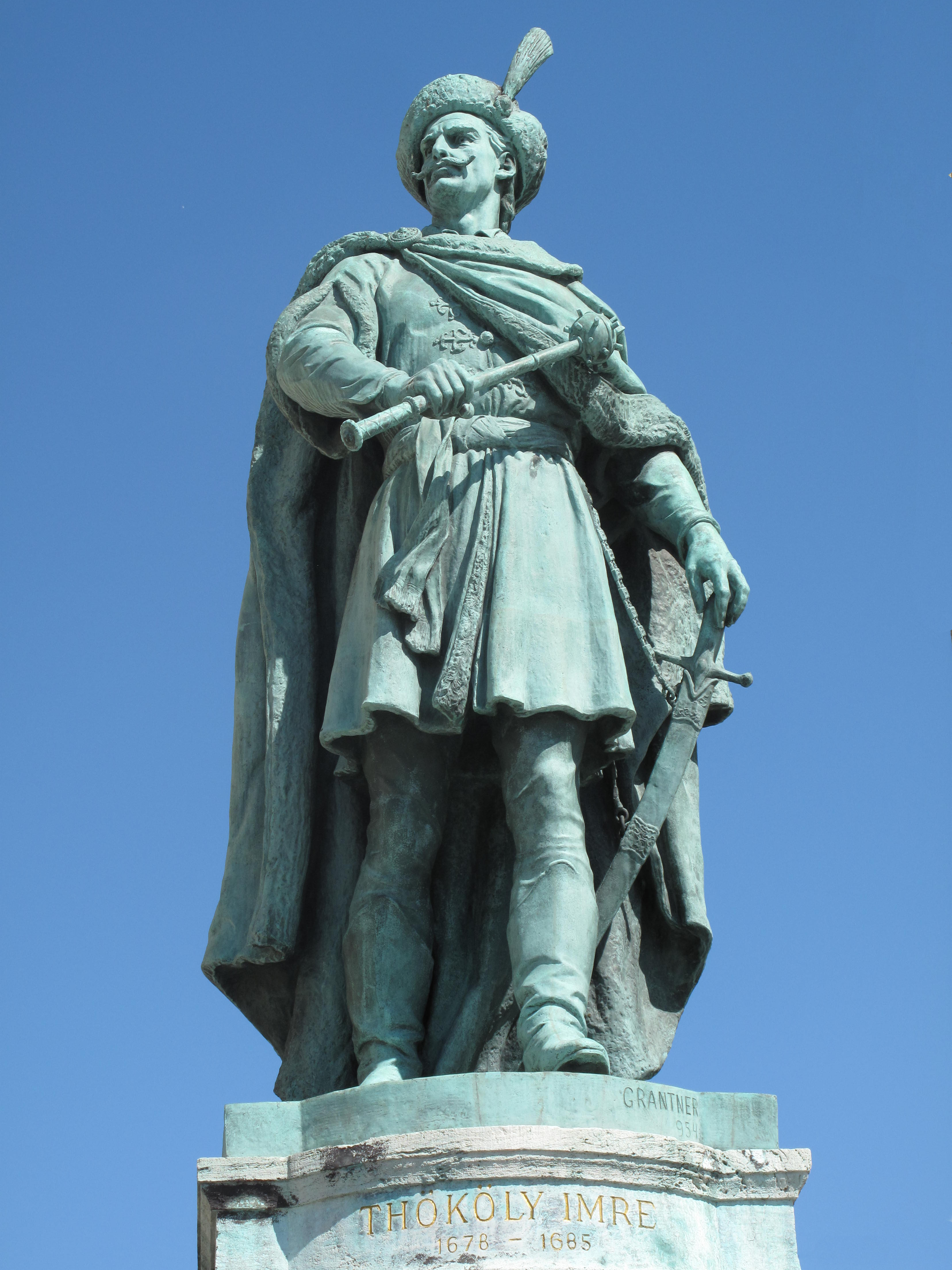
Das Thököly-Denkmal in den Kolonnaden des Millenniumsdenkmals in Budapest
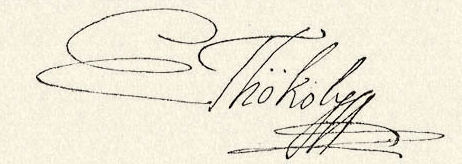
Unterschrift Emmerich Thökölys
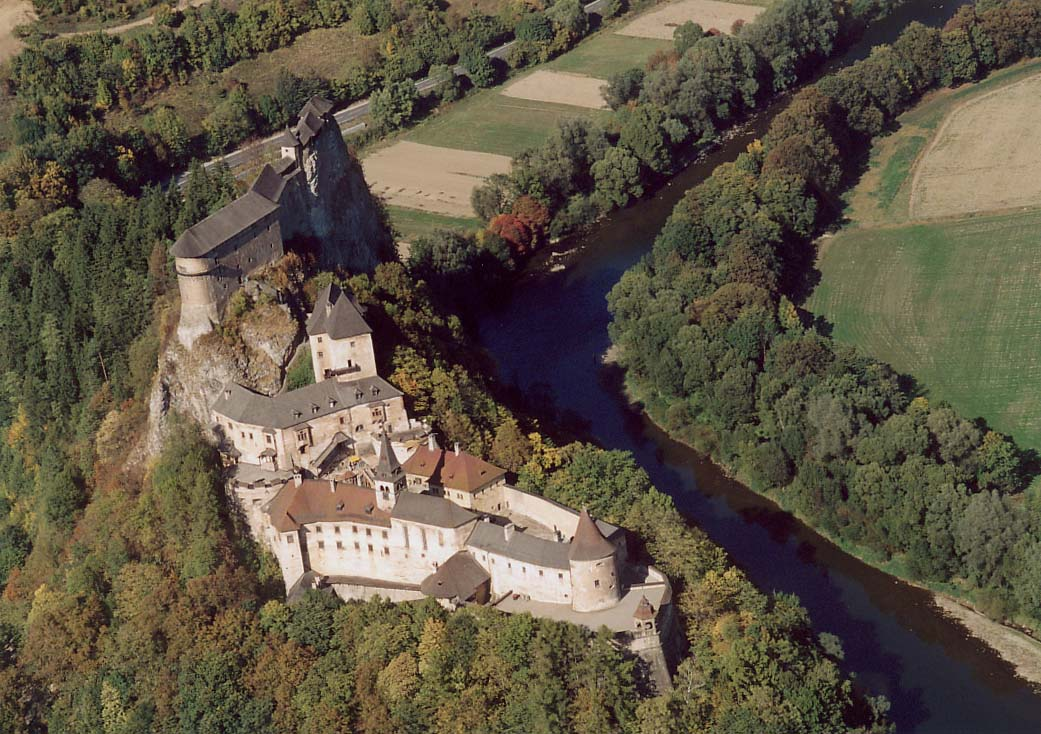
Die Arwaburg gehörte im 17. Jahrhundert der Familie Thököly (Luftbildaufnahme mit dem Fluss Arwa)